# Passetto di Borgo

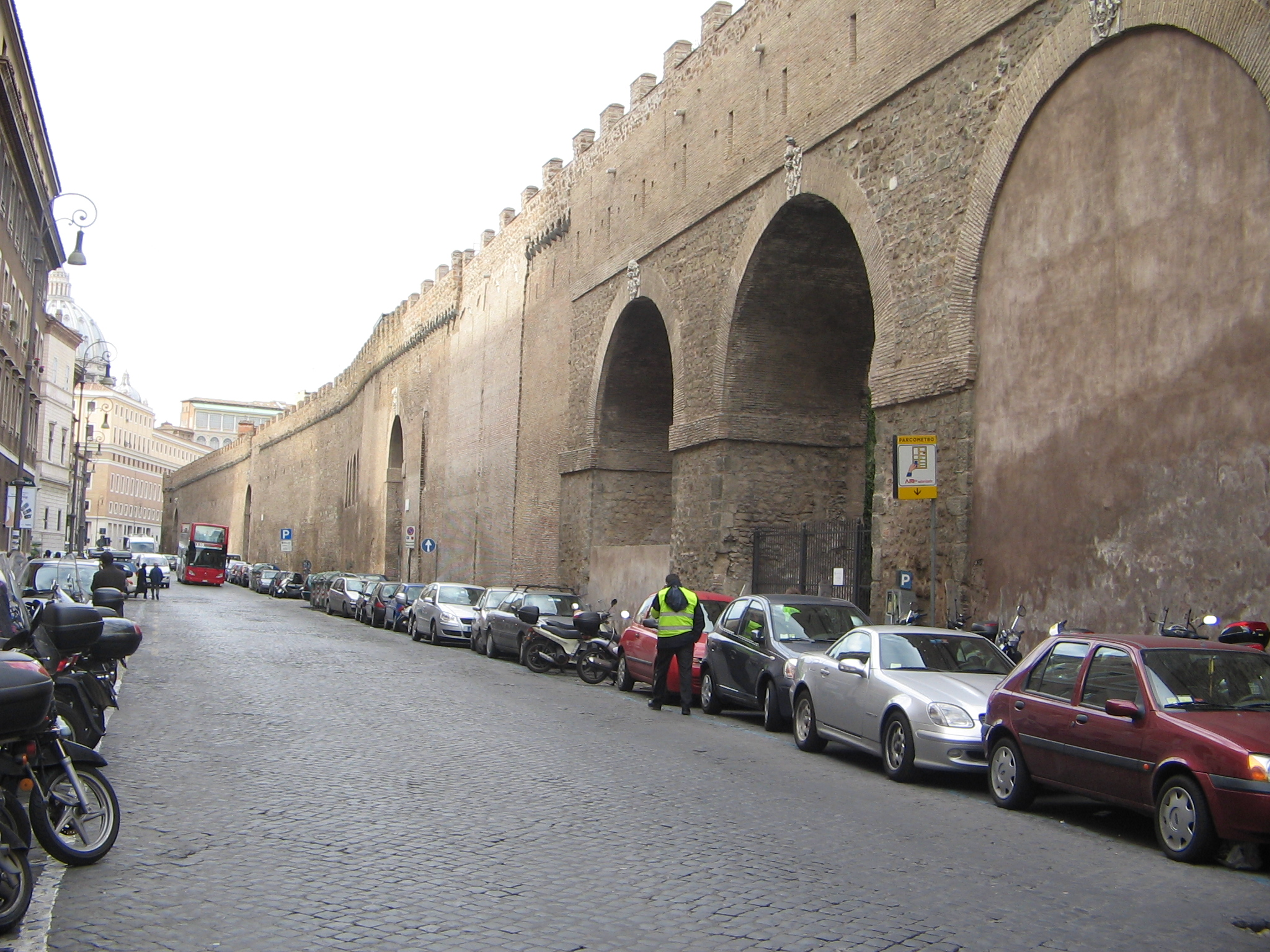
Il Passetto visto dal basso

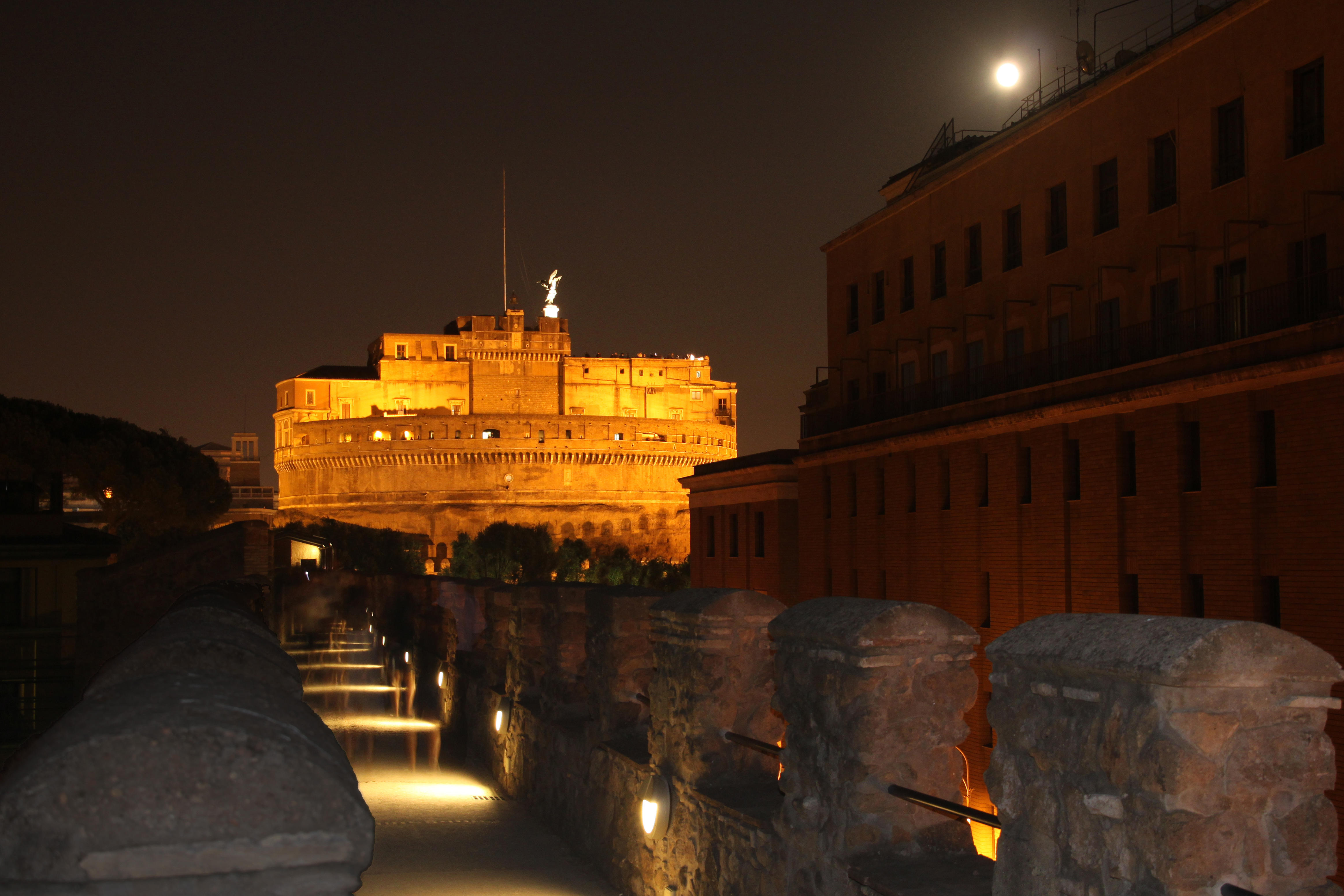
Sopra il Passetto, andando verso Castel Sant'Angelo

Il Passetto di Borgo (er Coridore in romanesco) è un passaggio pedonale sopraelevato lungo circa 800 m che collega il Vaticano con Castel Sant'Angelo a Roma.
Scopo del Passetto di Borgo era quello di permettere al Papa di rifugiarsi nella Mole adrianea nel caso di invasioni da parte di forze militari ostili.

## Storia
Il Passetto, che dal Palazzo Apostolico raggiunge Castel Sant'Angelo presso il bastione di San Marco, fu fatto ricavare nel 1277 da papa Niccolò III in un tratto delle Mura Vaticane durante alcuni lavori di restauro dovuti al cattivo stato delle stesse, sfruttando preesistenze dell'epoca dell'assedio di Totila (546) e della Civitas Leonina (848-852).
Nel 1494 la struttura permise a papa Alessandro VI (Rodrigo Borgia) di rifugiarsi nel castello durante l'invasione di Roma da parte delle milizie di Carlo VIII di Francia.
Nel 1527 anche papa Clemente VII (Giulio de' Medici) si rifugiò in Castel Sant'Angelo tramite il Passetto durante il sacco di Roma effettuato dai lanzichenecchi di Carlo V d'Asburgo.
In occasione del Giubileo del 2000 il Passetto, come altre opere architettoniche, fu rimesso in funzione. Nuovi restauri sono stati effettuati nel 2024.